# Прыжки в воду на летних Олимпийских играх 1968
Соревнования по прыжкам в воду на летних Олимпийских играх 1968 года проводились среди мужчин и женщин.

## Общий медальный зачёт
| Место | Страна       | Золото | Серебро | Бронза | Всего |
| ----- | ------------ | ------ | ------- | ------ | ----- |
| 1     | США          | 2      | 0       | 4      | 6     |
| 2     | Италия       | 1      | 1       | 0      | 2     |
| 3     | Чехословакия | 1      | 0       | 0      | 1     |
| 4     | СССР         | 0      | 2       | 0      | 2     |
| 5     | Мексика      | 0      | 1       | 0      | 1     |

## Медалисты

### Мужчины
| Дисциплина   | Золото               | Серебро                  | Бронза           |
| ------------ | -------------------- | ------------------------ | ---------------- |
| Трамплин 3 м | Бернард Райтсон США  | Клаус Дибиаси Италия     | Джеймс Хенри США |
| Вышка        | Клаус Дибиаси Италия | Альваро Гаксиола Мексика | Эдвин Янг США    |

### Женщины
| Дисциплина   | Золото                      | Серебро               | Бронза               |
| ------------ | --------------------------- | --------------------- | -------------------- |
| Трамплин 3 м | Сюзанна Госсик США          | Тамара Погожева СССР  | Кеала О'Салливан США |
| Вышка        | Милена Духкова Чехословакия | Наталья Лобанова СССР | Анн Петерсон США     |